# Apatopygidae
De Apatopygidae zijn een familie van zee-egels (Echinoidea) uit de superorde Neognathostomata.

## Geslachten
- Apatopygus Hawkins, 1920
- Jolyclypus Lambert, 1918 †
- Nucleopygus L. Agassiz, 1840 †
- Porterpygus Baker, 1983